# 天主教蒂厄姆总教区
天主教蒂厄姆總教區（拉丁語：Archidioecesis Tuamensis）是羅馬天主教在愛爾蘭的一個教省總教區。526年設立教區，1152年升為總教區。座堂位於聖母升天座堂。

## 現況

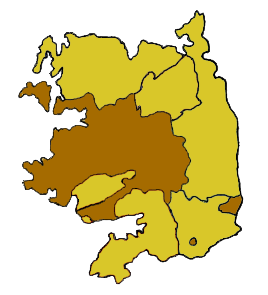
蒂厄姆總教區管轄範圍圖

蒂厄姆總教區範圍包括戈爾韋郡和梅奧郡的一部。2010年，在當地124,012人口中，有教友121,709人，佔轄區總人口98.1%、56個堂區、123名司鐸、23名修士、211名修女。現任總主教為邁克爾·尼亞里。

## 附屬教區
附屬教區有5個教區阿肯里教區、克朗弗特教區、埃爾芬教區、戈爾韋、基爾麥克杜柯暨基爾費諾拉教區及啟雷拉教區。